# شعب إيري
شعب إيري (بالإنجليزية: Erie people) كما يُسمون أيضاً (إيريكرونون، ريكيرونون، إيريلونان، إيريز ، أمة دو شات) كانوا من السكان الأصليين الذين عاشوا تاريخياً على الشاطئ الجنوبي لبحيرة إيري. كانت مجموعة الإيروكوا تعيش في ما يعرف الآن بغرب نيويورك وشمال غرب بنسلفانيا وشمال أوهايو قبل عام 1658.
تم تدمير أمتهم في منتصف القرن السابع عشر بسبب خمس سنوات من الحرب المطولة مع المجاورة القوية الإيروكوي لمساعدة قبيلة وايندوت في حروب بيفر للسيطرة على تجارة الفراء.
أحرقت قراهم كدرس لأولئك الذين تجرأوا على معارضة الإيروكوي. وقد أدى ذلك إلى تدمير الذرة المخزنة وغيرها من الأطعمة وزاد من خسائرهم في الأرواح وهدد مستقبلهم، حيث لم يكن لديهم وسيلة للبقاء على قيد الحياة في فصل الشتاء.
من المحتمل أن تكون الهجمات قد دفعتهم إلى الهجرة. وقد اشتهر شعب الإيروكوي بتبني الأسرى واللاجئين في قبائلهم. يُعتقد أن الناجيين من شعب إيري قد تم استيعابهم إلى حد كبير ضمن قبائل إيروكويان أخرى، ولا سيما عائلات سينيكا في أقصى غرب الأمم الخمس. قد تكون عائلات سسكويهانوك قد تبنت أيضًا بعض الإيريين، حيث كانت القبائل قد شاركت أراضي الصيد في هضبة أليغيني ومسارات الأصليين التي مرت عبر فجوات أليغيني.
اندمج أفراد القبائل المتبقية التي تعيش بين الإيروكوا تدريجياً في ثقافات الأغلبية، وفقدوا هوياتهم القبلية المستقلة.
كان يُطلق على إيري أيضًا اسم Chat ("Cat" بالفرنسية) أو "الذيل الطويل" (ربما في إشارة إلى ذيول الراكون التي تلبس على الملابس). مثل الشعوب الإيروكوية الأخرى، كانوا يعيشون في منازل طويلة متعددة العائلات في قرى محاطة بحواجز، وغالباً ما شملت هذه الأعمال الدفاعية حقولهم للمحاصيل. قاموا بزراعة "الأخوات الثلاث" : وهي أصناف من الذرة والفاصوليا والكوسا خلال الموسم الحار. أما في الشتاء فقد كان الناس يعيشون على المحاصيل المخزنة والحيوانات التي يتم صيدها.

## اللغة
تحدثت الإيريون لغة إيري وهي لغة إيروكوية غير مصدق عليها يقال إنها تشبه لغة وياندوت.

## الوجود
امتدت الحدود المعروفة لأراضي إيري من نهر أليغيني إلى شواطئ بحيرة إيري. وكان يعتقد في السابق بسبب خطأ في تعريف القرى من قبل المستكشفين الفرنسيين الأوائل الذين رسموا خرائط البحيرات العظمى للسيطرة على جميع الأراضي من شمال غرب بنسلفانيا إلى حوالي ساندوسكي في ولاية أوهايو، لكن علماء الآثار قد نسبوا النصف الغربي من ذلك إلى ثقافة أخرى كاملة مشار إليها إلى مثل ويتلسي والذين كانوا على الأرجح من شعب ألجونكويان. وهو موقع من المفترض أنه كان للإيريون في كونيوت بولاية أوهايو تم إعادة تعريفه لاحقًا على ويتلسي، الذين أحاطوا بقراهم بتلال ترابية بدلاً من الحواجز الخشبية ولكنهم كانوا يعيشون أيضًا في لونغهاوس، بدلاً من ويغوامس، وبحلول وقت الاستيطان الأوروبي. فإن القرية الثانية على الجانب الشرقي من النهر كانت على الأرجح مستوطنة إيري. تم اكتشاف مستوطنة إيري أخرى في وندسور في ولاية أوهايو، وكذلك في الركن الجنوبي الغربي من مقاطعة أشتابولا، وهما وديان نهريان أبعد إلى الغرب من المواقع في كونيوت. لم يتم توثيق أي مستوطنة مهمة من ما قبل حروب بيفر في مقاطعات ترمبل أو ماهونينغ تاركة الحدود الدقيقة بين الشعبين المعنيين.
بعد أن هزم هاودينوساوني الإيريون في 1654 و1656 تفرقت المجموعة.  في عام 1680، استسلمت مجموعة بقايا من إيري لشعب سينيكا. اندمج أحفاد إيري مع هاودينوساوني في ولاية أوهايو، والذي عاش في محمية ساندوسكي العليا من عام 1817 إلى عام 1832 ، عندما أزالت أوهايو قبائلها بالقوة إلى الأراضي الهندية. وشملت هذه القبائل التي ستشكل حاليًا أمة سينيكا كايوغا في أوكلاهوما.

## الحواشي
1. 1 2  Alvin M. Josephy, Jr.، المحرر (1961). The American Heritage Book of Indians. American Heritage Publishing Co., Inc. ص. 197. LCCN:61-14871. [while the Iroquois were mopping up the Huron] ...the Erie... struck first in 1653. The next year [a counter-offensive] ...a victory which should have won the war on the spot, but ...two more years of fighting were required before the Erie, too, had been vanquished.
2. ↑  According to The American Heritage Book of Indians the Susquehannock were poised to wipe out the Iroquois after administering severe drubbings into 1668, only to be laid low by multi-year disease وباء in 1669-1671. By 1672-1673 they were beset on all sides and, like the Erie, went extinct as a tribe because of their high mortality rate. Their small percentage of survivors had to disperse among kindred tribes. The Iroquois adopted their remnants under the terms of a formal treaty in 1678. Some of the Susquehannock fleeing during 1676 triggered تمرد بيكون in the south.
3. ↑   "Whittlesey Culture - Ohio History Central". ohiohistorycentral.org. Retrieved January 29, 2020.
4. ↑   "Conneaut Fort, a Prehistoric Whittlesey Focus Village in Ashtabula County, Ohio" (بالإنجليزية). Archived from the original on 2022-10-21. Retrieved 2023-07-30.
5. ↑   "Prehistoric Earthworks / The Prehistoric Erie Historical Marker" (بالإنجليزية). Archived from the original on 2022-10-20. Retrieved 2023-07-30.
6. 1 2 3  May، Jon D. "Erie". he Encyclopedia of Oklahoma History and Culture. مؤرشف من الأصل في 2022-11-01. اطلع عليه بتاريخ 2022-10-18.

## روابط خارجية
- أمة سينيكا كايوغا
- إيري الهنود، موسوعة تاريخ كليفلاند
- إيري، موسوعة تاريخ وثقافة أوكلاهوما